# Цисув (Любуське воєводство)
Цисув (пол. Cisów) — село в Польщі, у гміні Кожухув Новосольського повіту Любуського воєводства.
Населення — 100 осіб (2011).
У 1975-1998 роках село належало до Зеленогурського воєводства.

## Демографія
Демографічна структура станом на 31 березня 2011 року:
|          | Загалом | Допрацездатний вік | Працездатний вік | Постпрацездатний вік |
| -------- | ------- | ------------------ | ---------------- | -------------------- |
| Чоловіки | 49      | 8                  | 38               | 3                    |
| Жінки    | 51      | 13                 | 31               | 7                    |
| Разом    | 100     | 21                 | 69               | 10                   |